# The Clubman and the Tramp
The Clubman and the Tramp è un cortometraggio muto del 1908 sceneggiato e diretto da David W. Griffith che lo girò dal 21 al 29 ottobre negli studi della Biograph di New York.

## Trama
Un vagabondo, dopo aver imbrogliato il cuoco che induce a lasciare il suo impiego in una ricca casa, si introduce nella residenza dove si concede un abbondante pasto. Finito il pranzo, si fa un bel bagno e si veste elegantemente con gli abiti del padrone di casa. Così abbigliato, passeggia per le strade cittadine, dove tutti lo prendono per un signore facoltoso.

## Produzione
Il film fu prodotto dall'American Mutoscope & Biograph. Venne girato negli studi Biograph alla West 12th Street di Manhattan, New York City il 21 e il 29 ottobre 1908.

## Distribuzione
Il copyright del film, richiesto dall'American Mutoscope and Biograph Co., fu registrato il 21 novembre 1908 con il numero H118716.
Distribuito dall'American Mutoscope & Biograph, il film - un cortometraggio in una bobina - uscì nelle sale cinematografiche USA il 27 novembre 1908.
Non si conoscono copie ancora esistenti della pellicola che viene considerata presumibilmente perduta.